# Forsan et haec olim meminisse iuvabit
'Forsan et haec  olim meminisse iuvabit лат. (изговор: форсан ет хек олим меминисе јувабит). Можда ће нам  једном бити пријатно и овога да се сјетимо. (Вергилије)

## Тумачење
Учиш школу и не волиш је. Називаш је најружнијим именима. Како пролази вријеме, сјећање на њу постаје све пријатније. Тако, оно што се изразито није вољело постане драго и вољено.